# Ursviks IP

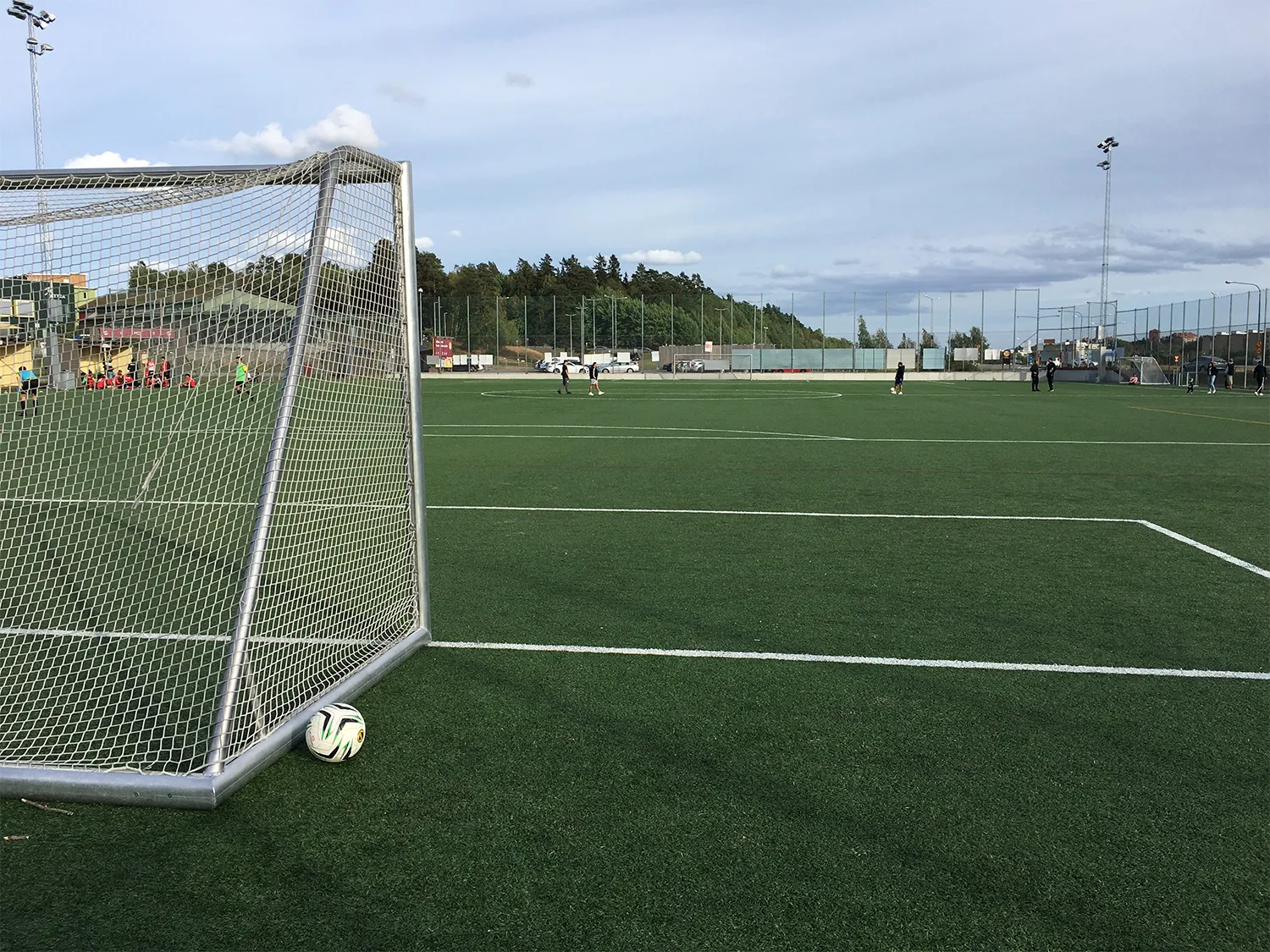

Ursviks IP är en sportanläggning i stadsdelen Ursvik i Sundbybergs kommun. Den består av en konstgräsplan med huvudläktaren av trä. Anläggningen invigdes 2014. 2022 renoverades klubbhuset och det lades ut en ny matta på planen. Ursvik IK, som spelar i division 5 2022, har Ursviks IP som hemmaplan. Planen används också i stor utsträckning för ungdomsfotboll och för UIK Damers hemmamatcher i division 3. 